# Municipio de Marion (condado de Allen, Ohio)
El municipio de Marion (en inglés: Marion Township) es un municipio ubicado en el condado de Allen en el estado estadounidense de Ohio. En el año 2010 tenía una población de 6715 habitantes y una densidad poblacional de 60,91 personas por km².

## Geografía
El municipio de Marion se encuentra ubicado en las coordenadas 40°48′38″N 84°17′34″O / 40.81056, -84.29278. Según la Oficina del Censo de los Estados Unidos, el municipio tiene una superficie total de 110.24 km², de la cual 109,74 km² corresponden a tierra firme y (0,46 %) 0,5 km² es agua.

## Demografía
Según el censo de 2010, había 6715 personas residiendo en el municipio de Marion. La densidad de población era de 60,91 hab./km². De los 6715 habitantes, el municipio de Marion estaba compuesto por el 98,02 % blancos, el 0,43 % eran afroamericanos, el 0,12 % eran amerindios, el 0,18 % eran asiáticos, el 0,34 % eran de otras razas y el 0,91 % eran de una mezcla de razas. Del total de la población el 1,34 % eran hispanos o latinos de cualquier raza.